# Pycnandra acuminata
Espèce
Synonymes
- Sersalisia acuminata   Pierre ex Baill. 			(1891)
- Sebertia acuminata    (Pierre ex Baill.) Engl. In H.G.A.Engler & K.A.E.Prantl     (1897)
- Pouteria acuminata    (Pierre ex Baill.) Baehni  		(1942)
- Niemeyera acuminata   (Pierre ex Baill.) T.D.Penn       	(1991)
- Chrysophyllum sarlinii   Guillaumin			(1950)
- Trouettia sarlinii   (Guillaumin) Aubrév. 		(1962)

Pycnandra acuminata est une espèce de plantes à fleurs de la famille des Sapotaceae. Son nom vernaculaire est Sève bleue ou Arbre à Nickel.

## Description
C'est un arbre.

## Répartition
Il est adapté aux sols ultramafique riches en nickel que l’on trouve dans son environnement naturel. Pycnandra acuminata est notablement connu comme un des hyperaccumulateurs les plus prolifiques en trace de métaux, absorbant activement le nickel du sol et l’accumulant dans la plante à une concentration allant jusqu’à 25 % de citrate de nickel en poids sec de suc. Ce latex végétal est bleu (d'où le nom vernaculaire de sève bleue) en raison du contenu élevé en nickel.

### Origines de la sève bleue
La raison de cette adaptation n'est pas très bien établie, mais la présence de métaux lourds, comme le nickel, dans le sol sont habituellement toxique aux plantes et on peut penser que par complexation dans des sels organiques moins toxiques et la concentration de ceux ci dans certains tissus, la plante peut ainsi protéger d'autres parties de ses tissus plus sensible a des niveaux excessifs d'ions métalliques toxiques, cela peut aussi dissuader des herbivores en raison de cette toxicité. De telles plantes sont d'un intérêt considérable en raison de leur utilisation potentielle dans phytoremédiation de métaux lourd pour décontaminer d'anciens sites miniers, ou potentiellement même comme un moyen non destructif de dépollution de sols riches en métaux permettant une récolte de façon écologique et durable,,.
L'affinité inhabituelle de cet arbre pour le nickel a été découverte dans les années 1970 et la recherche dans d'autres plantes de cet effet hyperaccumulateur a augmenté depuis lors,.

## Philatélie
L'espèce Pycnandra acuminata est représentée sur un timbre de l'OPT émis en 1995 et signé Borderie. Son ancien nom y figure : Sebertia acuminata.